# Кобиля-Воля
Кобиля-Воля (пол. Kobyla Wola) — село в Польщі, у гміні Ґужно Ґарволінського повіту Мазовецького воєводства.
Населення — 350 осіб (2011).
У 1975-1998 роках село належало до Седлецького воєводства.

## Демографія
Демографічна структура станом на 31 березня 2011 року:
|          | Загалом | Допрацездатний вік | Працездатний вік | Постпрацездатний вік |
| -------- | ------- | ------------------ | ---------------- | -------------------- |
| Чоловіки | 195     | 47                 | 124              | 24                   |
| Жінки    | 155     | 36                 | 89               | 30                   |
| Разом    | 350     | 83                 | 213              | 54                   |